# Алсодукс
Алсодукс (на испански: Alsodux) е населено място и община в Испания. Намира се в провинция Алмерия, в състава на автономната област Андалусия. Общината влиза в състава на района (комарка) Алпухара Алмериенсе. Заема площ от 20 km². Населението му е 149 души (по данни от 2010 г.). Разстоянието до административния център на провинцията е 21 km.

## Демография
| 1996 | 1998 | 1999 | 2000 | 2001 | 2002 | 2003 | 2004 | 2005 | 2006 |
| ---- | ---- | ---- | ---- | ---- | ---- | ---- | ---- | ---- | ---- |
| 113  | 106  | 105  | 104  | 113  | 112  | 109  | 119  | 121  | 131  |